# Pilosella galiciana
Pilosella galiciana là một loài thực vật có hoa trong họ Cúc. Loài này được (Pau) M.Laínz miêu tả khoa học đầu tiên năm 1983.